# Simon-Victor Tonyé Bakot

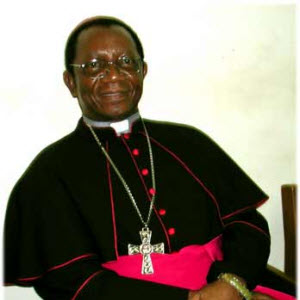
Simon-Victor Tonyé Bakot, 2015

Simon-Victor Tonyé Bakot (* 24. März 1947 in Eséka, Kamerun) ist ein kamerunischer Geistlicher und emeritierter römisch-katholischer Erzbischof von Yaoundé.

## Leben
Tonyé Bakot empfing am 15. Juli 1973 das Sakrament der Priesterweihe.
Am 26. Januar 1987 ernannte ihn Papst Johannes Paul II. zum Weihbischof in Douala und zum Titularbischof von Siminina. Der Apostolische Pro-Nuntius in Gabun, Kamerun und Äquatorialguinea, Erzbischof Donato Squicciarini, spendete ihm und dem mit ihm zum Weihbischof ernannten Gabriel Simo, am 26. April desselben Jahres die Bischofsweihe; Mitkonsekratoren waren Simon Tonyé, Erzbischof von Douala, und André Wouking, Bischof von Bafoussam.
Papst Johannes Paul II. berief Simon-Victor Tonyé Bakot am 22. März 1993 zum Bischof von Edéa. Am 18. Oktober 2003 ernannte ihn Johannes Paul II. zum Erzbischof von Yaoundé.
Anfang 2006 kritisierte Tonyé Bakot europäische Länder wegen deren Legitimierung von Homosexualität und unterstützte eine Outing-Kampagne zweier kamerunischer Boulevardzeitungen gegen Homosexuelle.
Am 29. Juli 2013 nahm Papst Franziskus seinen vorzeitigen Rücktritt an.